# 외예미포
외예미포는 전라남도 신안군 흑산면 마실에 있는 해역이다.

## 해양지명
- 제정 해양지명 : 외예미포[1]
- 대표위치(WGS-84) : 34°41´00.7"N, 125°27´09.1"E
- 범위 : 전남 신안군 흑산면 마실 34°40‘55.1”N, 125°26‘58.1”E과 34°40‘51.4”N, 125°27‘27.5”E를 연결한 해역